# Give Myself to Love
Give Myself to Love è un singolo di Francis Rossi, uscito nel 1996.

## Tracce
1. Give Myself To Love - 3:04 - (T. McAnaney)
2. King Of the Doghouse (Stripped Down Version) - 3:35 - (T. McAnaney)
3. Someone Show Me (Skunk Mix) - 3:38 - (Rossi/Frost)